# Paul Burchill
 Paul Kenneth Birchall, (Londres, nascido em 8 de outubro de 1979), é um lutador de Wrestling profissional britânico que trabalhava para a WWE, no programa ECW. Ele colocou sua carreira em jogo contra a máscara de The Hurricane.